# 630년

## 연호
- 당(唐) 정관(貞觀) 4년
- 신라(新羅) 건복(建福) 47년

## 기년
- 당(唐) 태종(太宗) 4년
- 신라(新羅) 진평왕(眞平王) 52년
- 고구려(高句麗) 영류왕(榮留王) 13년
- 백제(百濟) 무왕(武王) 31년

## 사건
- 동돌궐이 당(唐)에게 멸망